# (2001) Einstein
(2001) Einstein es un asteroide perteneciente al cinturón interior de asteroides descubierto por Paul Wild desde el Observatorio de Berna-Zimmerwald, Suiza, el 5 de marzo de 1973.

## Designación y nombre
Einstein fue designado al principio como 1973 EB.
Más adelante se nombró en honor del físico estadounidense de origen alemán Albert Einstein (1879-1955).

## Características orbitales
Einstein orbita a una distancia media de 1,933 ua del Sol, pudiendo alejarse hasta 2,124 ua y acercarse hasta 1,743 ua. Su inclinación orbital es 22,68° y la excentricidad 0,09869. Emplea en completar una órbita alrededor del Sol 982 días.
Einstein forma parte del grupo asteroidal de Hungaria.